# Bonte brandnetelmot
De bonte brandnetelmot of bonte brandnetelroller (Anania hortulata) is een dagactieve vlinder uit de familie van de grasmotten (Crambidae). De wetenschappelijke naam van de soort werd, als Phalaena (Geometra) hortulata, gepubliceerd in 1758 door Carl Linnaeus in de tiende editie van Systema naturae.

## Synoniemen
- Phalaena hortulata Linnaeus, 1758
  - Eurrhypara hortulata (Linnaeus, 1758)
- Phalaena urticata Linnaeus, 1761
  - Eurrhypara urticata (Linnaeus, 1761) (typesoort van dat geslacht)
- Phalaena flavicauda Retzius, 1783
- Phalaena hortulana Fourcroy, 1785
- Eurrhypara urticata f. crassipunctata Dufrane, 1957

## Kenmerken
De spanwijdte bedraagt 24 tot 28 millimeter. De bonte brandnetelmot lijkt enigszins op de bonte bessenvlinder; deze laatste heeft echter een duidelijke gele vlekkenbaan over de vleugels.
De vliegtijd van de bonte brandnetelmot is juni en juli. Hij komt vaak op licht af.

## Waardplanten
Brandnetel, andoorn en munt worden door de rups gebruikt als voedsel.

## Verspreiding
De vlinder komt in geheel Europa voor met uitzondering van IJsland. Verder komt deze soort voor in Siberië, Turkije, Georgië, Armenië en Azerbeidzjan Ook komt hij voor in het noorden van de Verenigde Staten en het zuiden van Canada. De bonte brandnetelmot komt algemeen voor in tuinen en gewoonlijk overal waar de voornaamste voedselplant, de brandnetel, groeit.

## Afbeeldingen

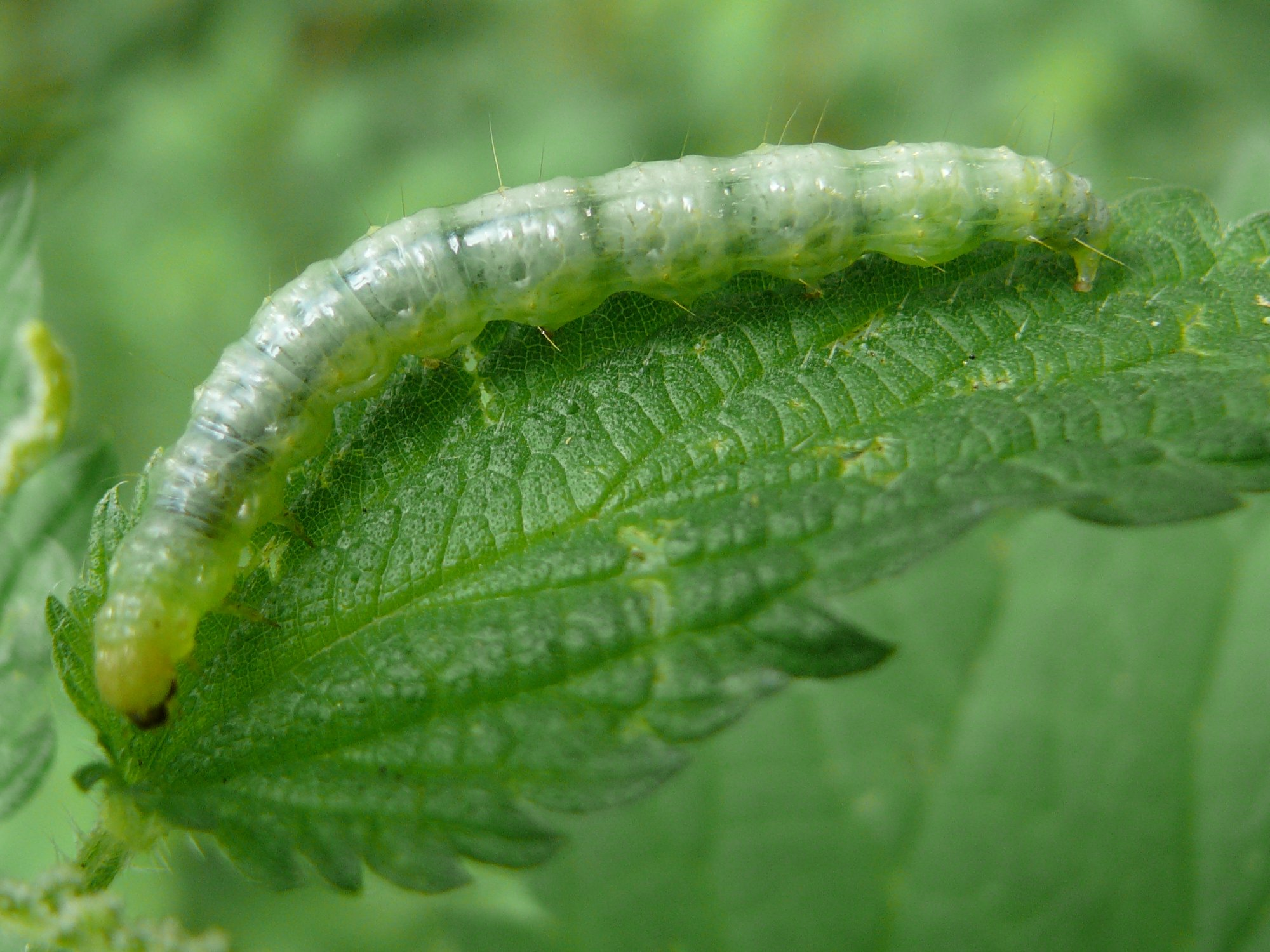
Rups
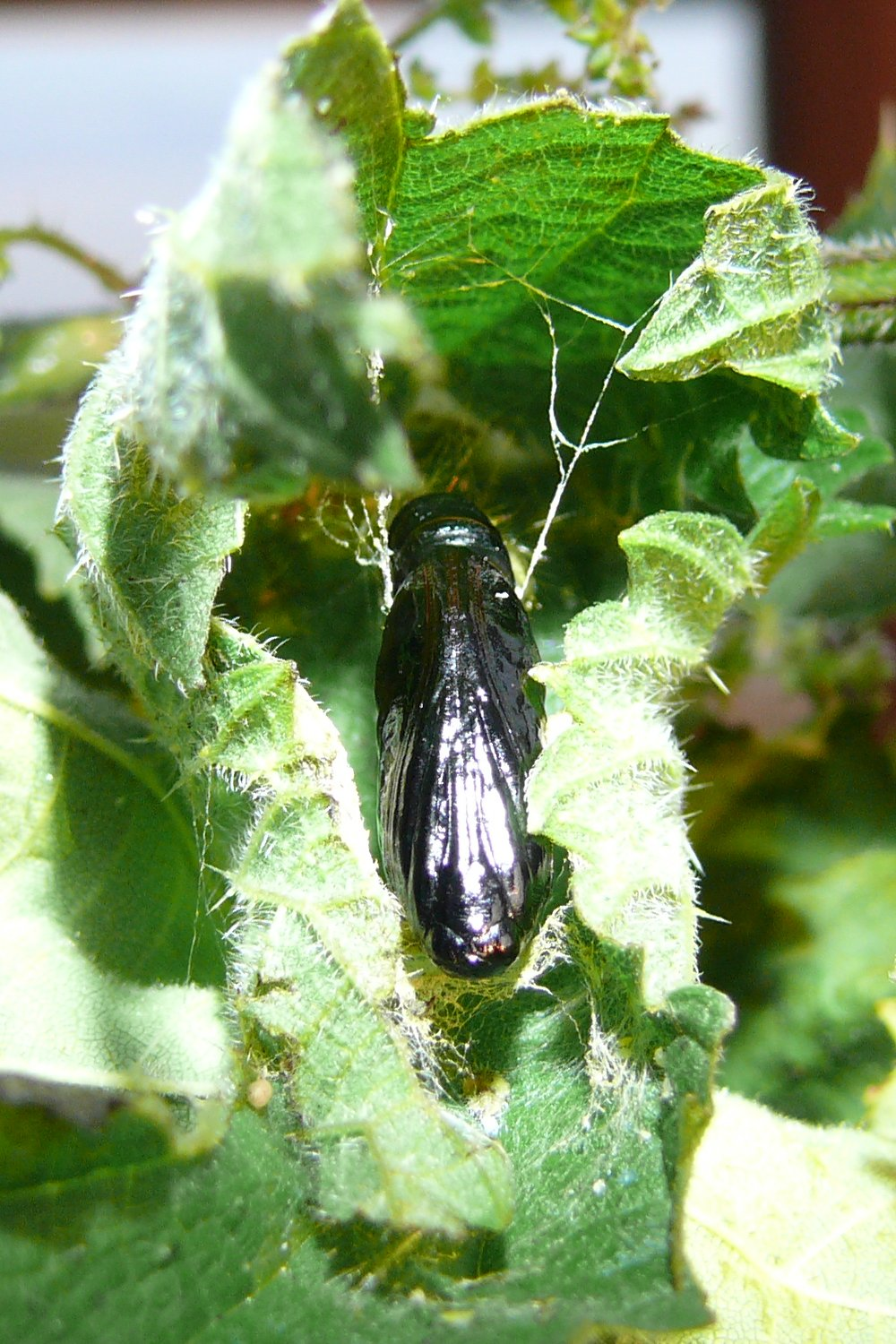
Pop
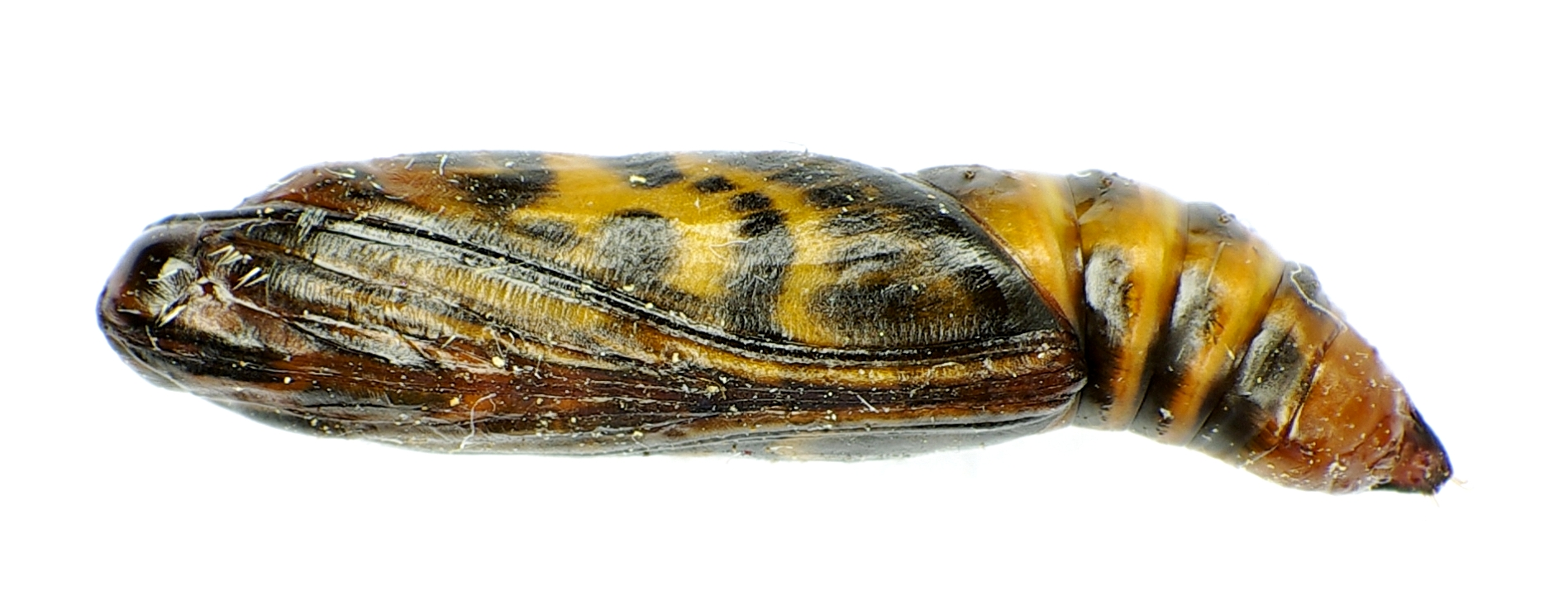
Pop
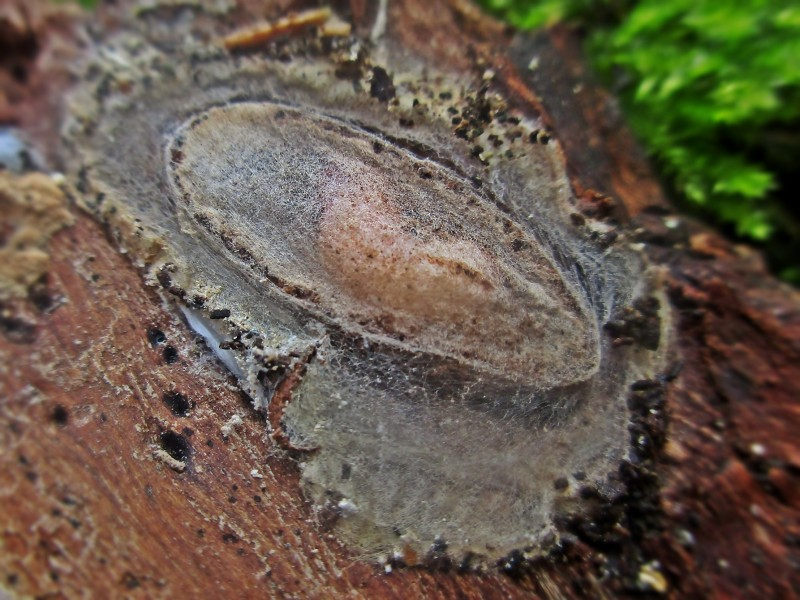
ingesponnen pop